# Tadeusz Więckowski (pilot)
Tadeusz Więckowski, pseud. Chrząszcz, Czumak (ur. 9 czerwca 1916 w Zawierciu, zm. 6 marca 1969 w Buffalo) – polski pilot i spadochroniarz.

## Życiorys
Urodził się 9 czerwca 1916 r. w Zawierciu, jako syn Stefana i Natalii z domu Nowak. Jego ojciec był kolejarzem, rodzina mieszkała kolejno w Zawierciu, Siedlcach, Koluszkach i Częstochowie. Ukończył Państwową Szkołę Budownictwa w Poznaniu. Lotnictwem interesował się od 1926 r. W 1934 r. ukończył Przysposobienie Wojskowe Lotnicze w Aeroklubie Poznańskim, a w 1938 r. uzyskał licencję pilota. 
W czasie II wojny światowej walczył jako ochotnik w 27 pułku piechoty. Od marca 1940 r. był oficerem Związku Walki Zbrojnej-Armii Krajowej, brał udział w walkach z okupantem, a po powstaniu oddziałów lotniczych AK został referentem lotniczym Obwodu Częstochowskiego AK. Następnie był dowódcą oddziału lotniczego w Częstochowie. W kwietniu był zmuszony uciekać z Częstochowy, trafił do oddziałów leśnych, a zaraz potem przeniósł się do Warszawy. Walczył w powstaniu warszawskim w stopniu porucznika, przyjmował zrzuty zasobników z bronią i amunicją, był też adiutantem dowódcy lotnictwa Komendy Głównej AK. Po upadku powstania znalazł się w obozie jenieckim.
Do Polski wrócił w 1946 r. W tym samym roku został założycielem Aeroklubu Częstochowskiego, w którym pracował na stanowiskach mechanika, kierownika lotniska Kucelin, instruktora lotniczego i szefa wyszkolenia. Przez krótki okres był także jego prezesem. W 1949 r. utracił uprawnienia pilota w ramach represji za przynależność do AK. Zwolniony z ACz, podjął pracę w cegielni. W 1955 r. na polecenie ministra zdrowia organizował lotnictwo sanitarne i został dyrektorem Centralnego Zespołu Lotnictwa Sanitarnego (poprzednika Lotniczego Pogotowia Ratunkowego). Dyrektorem CZLS pozostawał do 1968 r., jednocześnie przez kilka pierwszych lat pilotował samoloty i śmigłowce sanitarne. W latach 1956–1957 był także prezesem Aeroklubu Warszawskiego.
Zmarł 6 marca 1969 r. w Buffalo, dokąd rok wcześniej wyjechał na leczenie choroby nowotworowej, i tam został pochowany. Na cmentarzu Kule w Częstochowie znajduje się symboliczny nagrobek.
Żonaty z lekarką Wandą Reimschüssel, para miała dwoje dzieci (syna Jana, córkę Annę), jego wnukiem jest Piotr Szmidt, znany raper Ten Typ Mes.

## Odznaczenia
- Krzyż Srebrny Orderu Virtuti Militari[1]
- Krzyż Kawalerski Orderu Odrodzenia Polski[7]
- Srebrny Krzyż Zasługi[7]
- Krzyż Walecznych[7]
- Krzyż Partyzancki[1]

## Upamiętnienie
17 października 2015 r. przy wejściu do siedziby Aeroklubu Częstochowskiego przy ul. POW 4 w Częstochowie odsłonięto poświęconą mu tablicę pamiątkową, a we wrześniu 2016 jego imieniem nazwano ulicę w częstochowskiej dzielnicy Tysiąclecie.